# Exotische R4
In de differentiaaltopologie, een deelgebied van de wiskunde, is een exotische {\displaystyle \mathbb {R} ^{4}} een differentieerbare variëteit die homeomorf, maar niet diffeomorf aan de Euclidische ruimte {\displaystyle \mathbb {R} ^{4}} is. De eerste voorbeelden van een exotische {\displaystyle \mathbb {R} ^{4}} werden gevonden door Robion Kirby en Michael Freedman, dit met behulp van het contrast tussen Freedmans stellingen over topologische 4-variëteiten, en Simon Donaldsons stellingen over gladde 4-variëteiten. Clifford Taubes heeft als eerste aangetoond dat er een continuüm van niet-diffeomorfe differentieerbare structuren van {\displaystyle \mathbb {R} ^{4}} bestaat. 